# Sugar Rush (album)
Sugar Rush è il primo album in studio da solista del cantautore australiano Nic Cester, pubblicato nel 2017.

## Tracce
1. Sugar Rush – 3:21
2. Eyes on the Horizon – 3:06
3. Psichebello – 4:09
4. Hard Times – 4:23
5. Strange Dreams – 2:38
6. Who You Think You Are – 3:06
7. On Top of the World – 1:08
8. God Knows – 3:59
9. Not Fooling Anyone – 3:50
10. Little Things – 2:21
11. Neon Light – 3:31
12. Walk On – 2:20